# Hypocacculus kochi
Hypocacculus kochi är en skalbaggsart som beskrevs av Thérond 1958. Hypocacculus kochi ingår i släktet Hypocacculus och familjen stumpbaggar. Inga underarter finns listade i Catalogue of Life.